# فیونا اسمیت-بل
فیونا اسمیت-بل (انگلیسی: Fiona Smith-Bell؛ زادهٔ ۳۱ اکتبر ۱۹۷۳) بازیکن هاکی روی یخ اهل کانادا است.